# Topos de Grothendieck
Na teoria das categorias, um topos de Grothendieck é uma categoria de feixes num sítio; a grosso modo, um feixe é uma família de conjuntos parametrizada por uma categoria pequena, satisfazendo uma propriedade de "amalgamação". Um exemplo básico de topos de Grothendieck é a categoria de feixes num espaço topológico.
Topos de Grothendieck foram originalmente investigados no contexto de co-homologia, em parte para demonstrar as conjecturas de Weil. Além das suas aplicações à geometria algébrica, na qual topos são tratados como "espaços generalizados", topos de Grothendieck (e sua generalização, topos elementares) têm aplicações à lógica; por exemplo, a demonstração por Cohen da independência da hipótese do contínuo, por meio do forçamento, pode ser formulada em termos de topos de Grothendieck. Também, topos de Grothendieck podem ser usados como "pontes" que permitem converter certos teoremas em áreas diferentes da matemática.

## Pré-feixe
Um pré-feixe numa categoria pequena C é simplesmente um functor Cop → Conj. Por exemplo, para cada C ∈ C, a imersão de Yoneda y C = hom(–, C) é um pré-feixe.
A categoria ConjCop dos pré-feixes admite todos os limites e colimites pequenos, dados componencialmente. Também admite exponenciais; com efeito, dados pré-feixes P e Q, se existir exponencial QP, deve-se ter
hom(y C × P, Q) ≅ hom(y C, QP) ≅ QP(C);
por outro lado, a definição
QP(C) = homConjCop(y C × P, Q),
QP(f : C → D)(α : y D × P → Q) = α ∘ (y f × id)
realmente define exponencial na categoria de pré-feixes. (Aqui é usado que C é categoria pequena.)
Um topos de Grothendieck será definido de modo que seja uma subcategoria de certos pré-feixes satisfazendo uma propriedade de "amalgamação", também possuindo limites e colimites pequenos e exponenciais.

## Topologia de Grothendieck
Com certa similaridade à topologia usual (num espaço topológico), uma topologia de Grothendieck especifica quais famílias de morfismos são "coberturas".
Um subfunctor de um functor F : A → Conj é um functor G : A → Conj tal que G(A) ⊆ F(A) para cada objeto A ∈ A, além de que G(f) é restrição de F(f), para cada morfismo f : A → B.
Um subfunctor de y C : Cop → Conj é equivalentemente descrito como uma peneira em C: uma peneira é uma família S de morfismos de contradomínio C que é um "ideal à direita", isto é, para cada objeto D, dado f : D → C em S, para E objeto e g : E → D morfismo quaisquer, vale f ∘ g ∈ S.
Dada peneira S em C, e dado morfismo h : D → C, existe a "pré-imagem" h* S, que é peneira dada por: g ∈ h* S se e só se h ∘ g ∈ S.
Uma topologia de Grothendieck numa categoria C é uma função J, atribuindo a cada objeto C ∈ C uma família J(C) de peneiras em C, de modo que:
1. ("elemento maximal") a peneira tC consistindo de todos os morfismos de contradomínio C está em J(C);
2. ("estabilidade") se S ∈ J(C), então h* S ∈ J(D) para cada morfismo h : D → C;
3. ("transitividade") se S ∈ J(C) e R é peneira em C tal que h* R ∈ J(D) para cada seta h : D → C em S, então R ∈ J(C).

Dada topologia de Grothendieck J em C, diz-se que uma peneira S cobre C quando S ∈ J(C); diz-se que S cobre morfismo f : D → C quando f* S ∈ J(D). Nesta linguagem, os axiomas de topologia de Grothendieck ficam:
1. uma peneira cobre todos os seus membros;
2. se S cobre f, então cobre qualquer composição f ∘ g;
3. se S cobre f e R é peneira cobrindo todos os membros de S, então R também cobre f.[7]

Existem variantes do conceito de topologia de Grothendieck, como bases (ou pré-topologias) de Grothendieck.

### Feixe
Dado pré-feixe P : Cop → Conj, dado elemento x ∈ P(C) e dado morfismo f : D → C, abrevia-se P(f)(x) ∈ P(D) por x ∘ f.
Dada peneira S em C, uma família compatível (com respeito ao pré-feixe P e a S) é uma atribuição de cada f : D → C em S a um elemento xf ∈ P(D), de tal modo que
xf ∘ g = xf ∘ g
para cada f : D → C em S e g : E → D. Uma amalgamação para essa família compatível x( ) é um elemento x ∈ P(C) tal que x ∘ f = xf para cada f em S.
Dada topologia de Grothendieck J em C, um pré-feixe P em C é dito ser:
- um pré-feixe separado quando, para cada S ∈ J(C), toda família compatível com respeito a S admite no máximo uma amalgamação;
- um feixe quando, para cada S ∈ J(C), toda família compatível com respeito a S admite exatamente uma amalgamação.[9]

Denota-se por Fx(C, J) a subcategoria plena de ConjCop, consistindo dos feixes.
Um topos de Grothendieck é uma categoria E que é equivalente a alguma Fx(C, J); a dupla (C, J) é dita ser um sítio (pequeno) para E.
A seguir, alguns exemplos de topologias e topos de Grothendieck.
- A categoria dos conjuntos pequenos e mais geralmente a categoria dos feixes num espaço topológico X são topos de Grothendieck. Use C como a ordem dos subconjuntos abertos de X. Uma peneira em U ⊆ X é equivalentemente uma família de subconjuntos abertos de U, fechada na operação de obter subconjuntos abertos; define-se J(U) como consistindo das peneiras em U de união valendo U. Assim, Fx(C, J) é precisamente a categoria dos feixes no espaço topológico X.
- Seja T uma subcategoria pequena de espaços topológicos. Define-se topologia de Grothendieck J em T, de modo que uma peneira S está em J(X) se e só existe cobertura aberta {Ui} de X tal que cada imersão Ui → X está em S. Chama-se J de topologia das coberturas abertas.[7][9]
- Seja G um grupo topológico. Denote por E a categoria consistindo dos conjuntos X, junto a ações de grupo G × X → X contínuas, onde X recebe topologia discreta. Então, E é um topos de Grothendieck; um de seus sítios é (C, J), onde C é tal que sua coleção de objetos é um sistema cofinal de subgrupos abertos de G, morfismos H → K em C são funções G/H → G/K compatíveis com ação, e J é a "topologia atômica", consistindo precisamente das peneiras não vazias.[10][11]
- Seja k um anel comutativo unitário. Uma k-álgebra finitamente presentada é um anel da forma k[x1, …, xn]/(f1, …, fm), para alguns n, m ∈ ℕ e polinômios fi. Denota-se por A a categoria das k-álgebras finitamente presentadas. Define-se topologia de Grothendieck J em Aop de modo que uma peneira S em A está em J(A) se e só se existem ai ∈ A, 1 ≤ i ≤ n, tais que 1 está no ideal (a1, …, an) e cada projeção A → A[ai−1] está em S. (Aqui, A[a−1] denota A[x]/(x ⋅ a − 1), que é a maneira universal de "fazer a invertível".) Chama-se (Aop, J) de sítio de Zariski; este é estudado em geometria algébrica.[12]

## Propriedades
O limite (como pré-feixes) de um diagrama de feixes (com respeito a uma topologia J) é também um feixe. Se Q é feixe e P é pré-feixe qualquer, o exponencial de pré-feixes QP é também feixe.
O functor de inclusão i : Fx(C, J) → ConjCop admite adjunto esquerdo a : ConjCop → Fx(C, J), chamado de feixificação. Este functor a pode ser encontrado pela "construção ++".
Dado pré-feixe P em C, define-se P+(C) como o conjunto de famílias compatíveis com relação a membros de J(C), módulo a relação de equivalência
{xf | f ∈ R} ~ {yg | g ∈ S} se e só se existe T ⊆ R ∩ S em J(C) tal que xf = yf para cada f ∈ T.
Então, pode-se definir a P = (P+)+. (O pré-feixe P+ é separado, mas pode não ser feixe.)
Da adjunção a ⊣ i, Fx(C, J) é subcategoria reflexiva de ConjCop; em particular, Fx(C, J) é cocompleta, cujos colimites são dados pelas feixificações dos correspondentes colimites componenciais de pré-feixes.
O functor a preserva colimites (sendo adjunto esquerdo), e também preserva limites finitos.
Um morfismo φ : F → G de feixes é um monomorfismo se e só se cada φC é função injetiva. Por outro lado, φ : F → G é epimorfismo se e só se é "localmente sobrejetivo", isto é, para cada C ∈ C, para cada y ∈ G(C), existe S ∈ J(C) tal que, para cada f : D → C em S, o elemento y ∘ f está na imagem de φD.

### Classificador de subobjetos
Topos de Grothendieck admitem "classificadores de subobjetos", que generalizam funções características de subconjuntos.
Chama-se uma peneira S em C de fechada (com respeito a uma topologia de Grothendieck J) quando, para cada f : D → C, se S cobre f, então f ∈ S. Toda peneira em C admite um "fecho", a menor peneira fechada contendo C. Define-se Ω : Cop → Conj de modo que
Ω(C) é o conjunto das peneiras fechadas em C,
Ω(h : D → C)(S) = h* S.
Então, Ω é um feixe (com respeito a J). Existe transformação natural vero : 1 → Ω, dada por
veroC(•) = tC, a peneira incluindo todos os morfismos de contradomínio C.
Então, vero : 1 → Ω é um classificador de subobjetos no seguinte aspecto. Para cada feixe F em C, para cada subfeixe A ⊆ F, existe morfismo característico χ : F → Ω, dado por
χC(x ∈ F(C)) = {.
Então, χC(x) = tC se e só se x ∈ A(C). Desse modo, pode-se entender Ω como "feixe dos valores-verdade".

## Teorema de Giraud
É possível definir topos de Grothendieck sem menção a topologias de Grothendieck. Antes, algumas definições.
Seja E categoria admitindo limites finitos e coprodutos pequenos. Para melhor compreensão, é útil estudar as seguintes propriedades no caso E = Conj.
Diz-se que E admite coprodutos disjuntos quando, para cada família pequena { de objetos de E, com coproduto E, cada ιi : Ei → E é monomorfismo, e para índices distintos i ≠ j, o produto fibrado de ιi e ιj é 0 → Ei e 0 → Ej, onde 0 é objeto inicial (coproduto de família vazia).
Diz-se que E admite coprodutos estáveis (em pullbacks) quando, para cada família pequena { de objetos de E, junto a morfismos u : G → F e f : ∐i Ei → F, temos isomorfismo canônico
α : ∐i (Ei ×F G) ≅ (∐i Ei) ×F G
dado por α ∘ ιi = ιi ×F id, onde ×F denota produto fibrado.
Uma relação de equivalência num objeto E é um monomorfismo (a, b) : R → E × E que é:
- "reflexivo", isto é, existe r : E → R tal que a ∘ r = id = b ∘ r;
- "simétrico", isto é, existe s : R → R tal que a ∘ s = b e b ∘ s = a;
- "transitivo", isto é, considerando R ×E R como o pullback de b : R → E e a : R → E (nesta ordem, de modo que b ∘ p1 = a ∘ p2, onde pi são as projeções do produto fibrado), existe t : R ×E R → R tal que a ∘ t = a ∘ p1 e b ∘ t = b ∘ p2.

Como exemplo, se q : E → F é morfismo qualquer, a "dupla-núcleo" a, b : R → E de q (isto é, R é produto fibrado de q com q, de respectivas projeções a e b), é tal que (a, b) : R → E × E é relação de equivalência.
Uma relação de equivalência (a, b) : R → E × E é efetiva quando existe coequalizador q : E → E/R de a, b : R → E, e ainda mais a, b é dupla-núcleo de q. Neste caso, diz-se que o diagrama
R ⇉ E → E/R
é exato. Diz-se que esse diagrama é estavelmente exato quando, para cada morfismo u : P → Q, o diagrama
R ×Q P ⇉ E ×Q P → E/R ×Q P
é também exato, isto é, u ×Q id é coequalizador de a ×Q id, b ×Q id, que por sua vez é dupla-núcleo de u ×Q id.
O teorema de Giraud diz que uma categoria E com homs pequenos e admitindo limites finitos é um topos de Grothendieck se e só se tem as propriedades:
1. E tem todos os coprodutos pequenos, e eles são disjuntos e estáveis;
2. todo epimorfismo de E é epimorfismo regular (isto é, coequalizador de alguma dupla de morfismos);
3. toda relação de equivalência R ⇉ E é uma dupla-núcleo e admite coequalizador;
4. todo diagrama exato R ⇉ E → E/R é estavelmente exato;
5. existe separador pequeno para E.[17][18]

Dada categoria E satisfazendo as hipóteses do teorema de Giraud, seja C subcategoria plena de E cujos objetos são os de um separador pequeno. Então, sendo i : C → E inclusão, há equivalência de categorias
– ⊗C i : Fx(C, J) ↔ E : homE(i, –)
para topologia de Grothendieck adequada J em C, onde ⊗C denota "produto tensorial de functores".